# San Pedro las Playas
San Pedro las Playas es una localidad ubicada en el Municipio de Acapulco en el Estado de Guerrero. Se localiza en las coordenadas 16 49 23 N 99 43 40 W a 17 metros de altura sobre el nivel del mar, es la quinta localidad más poblada del municipio de Acapulco y tiene un ámbito urbano.

## Demografía

### Población
La población total de San Pedro las Playas en 2010 es de 4 292 personas, de las cuales 2,155  son hombres y 2,137 son mujeres.
| Población de San Pedro las Playas |
|                                   |
| Fuente:INEGI                      |

## Educación
Aunque 325 personas entre los de 15 y más años de edad no visitaron la escuela solo unos 343 no saben leer ni escribir bien. En comparación dentro del grupo de los jóvenes entre 6 y 14 años solo el pequeño número de no tiene educación escolar. Así el tiempo medio en cual un habitante de San Pedro las playas visita la escuela resulta en 7 años.

## Estructura Económica
En San Pedro las Playas hay un total de 973 hogares.
De estos 973 viviendas, 673 tienen piso de tierra y unos 300 consisten de una sola habitación.
427 de todas las viviendas tienen instalaciones sanitarias, 487 son conectadas al servicio público, 724 tienen acceso a la luz eléctrica.
La estructura económica permite a 10 viviendas tener una computadora, a 260 tener una lavadora y 673 tienen una televisión.